# إقليم سيبيتوك
مقاطعة سيبيتوك هي واحدة من 18 مقاطعة في جمهورية بوروندي.

## البلديات
وهي مقسمة إدارياً إلى البلديات/الكومونات التالية:
- كومونة بوغندا
- كومونة بوكينانيانا
- كومونة مابايي
- كومونة موغينا
- كومونة مروي
- كومونة روجومبو